# Groupe de NGC 43

Le groupe de NGC 43 comprend principalement 3 galaxies situées dans la constellation d'Andromède. La distance moyenne entre ce groupe et la Voie lactée est d'environ 66,1 Mpc (∼216 millions d'al). 

## Membres
Le tableau ci-dessous liste les 3 galaxies qui sont indiquées dans l'article d'Abraham Mahtessian parue en 1998.
| Nom                        | Classification | Type               | α (J2000.0)   | δ (J2000.0) | Vitesse radiale (km/s) | Magnitude apparente | Distance (Mpc) | Dimension (kal) |
| -------------------------- | -------------- | ------------------ | ------------- | ----------- | ---------------------- | ------------------- | -------------- | --------------- |
| NGC 43                     | SB0            | Lenticulaire       | 00h 13m 00.7s | 30° 54′ 55″ | 4785 ± 3               | 12,7                | 65,7 ± 4,6     | 112             |
| NGC 39                     | SA(rs)c?       | Spirale            | 00h 12m 18.8s | 31° 03′ 40″ | 4857 ± 11              | 13,5                | 66,8 ± 4,7     | 81              |
| CGCG 0011.3+3037 (UGC 130) | cE             | Elliptique compact | 00h 13m 56.9s | 30° 52′ 59″ | 4782 ± 22              | 14,7                | 65,7 ± 4,6     | 28              |

Le site DeepskyLog permet de trouver aisément les constellations des galaxies mentionnées dans ce tableau ou si elles ne s'y trouvent pas, l'outil du site «Finding the constellation which contains given sky coordinates» permet de le faire à l'aide des coordonnées de la galaxie. Sauf indication contraire, les données proviennent du site NASA/IPAC.